# Fatima Gailani
Fatima Gailani (paixtu: فاطمه گیلانی)  (Kabul, 1954) és una líder política afganesa i activista pels drets de les dones, que abans va exercir com a presidenta de la Societat de la Mitja Lluna Roja Afganesa.

## Biografia
Gailani és la filla d'Ahmed Gailani, el fundador del Front Nacional Islàmic de l'Afganistan (NIFA) qui va lluitar contra els soviètics a la guerra afganosoviètica. Es va graduar de secundària al Centre d'Enseignement Français a Afganistan. Després va obtenir un màster en literatura persa a la Universitat Shahid Beheshti de l'Iran i un títol en estudis islàmics al Muslim College de Londres. Mentre estava exiliada a Londres durant la dècada del 1980, va exercir com a portaveu del Partit NIFA a Occident.
Després que els talibans prenguessin el control de l'Afganistan el 1996, va convèncer Muhàmmad Sàyyid Tantawí, el Gran Imam d'al-Azhar, perquè emetés una fàtua que condemnés als talibans per la prohibició dels talibans de l'educació de les nenes. Després de la caiguda del règim taliban el 2001, va tornar a l'Afganistan com a delegada a la Loya jirga 2002 i després per participar en l'elaboració d'una nova constitució.
Del 2005 al 2016, va exercir com a presidenta de la Societat de la Mitja Lluna Roja Afganesa. El 2017, va exercir com a presidenta de la Conferència de la Creu Roja.
Durant el procés de pau afganès després del 2018, va ser membre de l'equip de negociació del govern afganès. Mentre es recuperava d'un càncer, va ser una de les quatre dones que van participar en converses amb els talibans a Doha, Qatar, el 2020.
Després de la caiguda de Kabul l'agost de 2021, va declarar que l'equip negociador havia estat a prop d'un acord de pau «i aleshores, vaja, el president ha desaparegut. Per l'amor de Déu».
El desembre de 2021, va ser inclosa a la llista de les 100 dones de 2021 de la BBC.